# Музей истории искусств

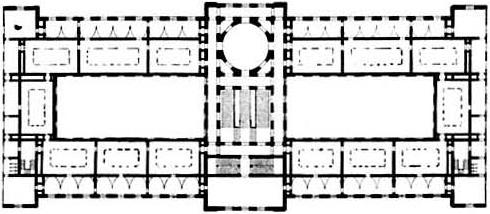
План музейного здания

Музей истории искусств, также: Художественно-исторический музей (нем. Kunsthistorisches Museum; KHM Wien) — художественный музей в столице Австрии Вене. Музей был открыт в 1891 году вблизи Рингштрассе напротив идентичного по внешнему облику здания Музея естественной истории на площади Марии Терезии с памятником императрице в центре, во Внутреннем Городе. Распоряжение о строительстве здания было отдано императором Францем Иосифом I согласно проекту реконструкции центра города в 1858 году. Оба музейных здания выстроены в стиле неоренессанса по проекту выдающегося немецкого архитектора Готфрида Земпера. Открыты для публики в 1891 году. Здания музеев и площади образуют ансамбль, который является частью Всемирного наследия исторического центра Вены.

## История
Музей был создан на основе императорских коллекций семьи Габсбургов, в частности, коллекции Фердинанда II Тирольского, пражской кунсткамеры императора Рудольфа II и коллекции картин эрцгерцога Леопольда Вильгельма Австрийского.
В 1647 году эрцгерцог Леопольд Вильгельм Австрийский стал штатгальтером Испанских Нидерландов и с помощью своего придворного живописца Давида Тенирса Младшего, назначенного им хранителем и куратором художественных коллекций, стал собирать картины нидерландских, немецких и итальянских художников.
Одной из задач Тенирса на придворной должности было пополнение коллекции эрцгерцога. Тенирс собрал значительную коллекцию живописи, в которую вошли его собственные работы и произведения других художников. Он участвовал в покупке большого количества итальянских, и особенно венецианских, картин из конфискованных коллекций английского короля Карла I и его сторонников-якобитов. Одним из важнейших успехов стало приобретение большей части (около 400 картин) коллекции, принадлежавшей Джеймсу Гамильтону, 1-му герцогу Гамильтону, который был близким соратником и фаворитом английского короля и, как и король, казнён в 1649 году.
Конде де Фуэнсалданья, исполнявший обязанности лейтенанта Леопольда Вильгельма в Южных Нидерландах, также в 1651 году направил Тенирса в Англию для покупки картин в Пембруке и, предположительно, на другие распродажи. Разросшаяся коллекция эрцгерцога включала около 1300 произведений, в основном таких ведущих итальянских художников, как Рафаэль, Джорджоне, Веронезе и пятнадцать картин Тициана, а также известных северных художников, таких как Ганс Гольбейн Младший, Питер Брейгель Старший и Ян ван Эйк. Именно эта коллекция стала основой и ядром будущего собрания Музея истории искусств. После смерти в 1736 году принца Евгения Савойского его картинная галерея также перешла в императорскую коллекцию.

### Архитектурный проект А. фон Хазенауэра и Г. Земпера
В 1833 году нумизмат и археолог Йозеф фон Арнет, хранитель (а позже и директор) Императорского кабинета монет и древностей, призвал собрать все императорские коллекции в одном здании. Официально музей основан в 1889 году, но художественные коллекции австрийского императорского Двора уже находились в Вене и были рассредоточены по разным зданиям. В этот период уже существовали подобные музеи, возникавшие на основе королевских коллекций в других странах и художественных центрах: в Дрездене на базе коллекций саксонского курфюрста, в Берлине на базе коллекций прусского короля, в Санкт-Петербурге на базе коллекций российских императоров (Эрмитаж).
В рамках проекта расширения и перестройки центра города, начавшегося в 1858 году, возникли дискуссии о месте будущего музея. В Вене решили создать не один, а два музея с показом и естественных, и художественных коллекций. Здания расположены напротив друг друга, создавая значительный архитектурный ансамбль Площади Марии Терезии (Maria-Theresien-Platz).
В 1867 году был объявлен конкурс и определено расположение двух музейных зданий — по желанию императора Франца Иосифа I музеи должны были находиться не слишком близко к Хофбургу, а на другой стороне Рингштрассе. Австрийский архитектор Карл фон Хазенауэр принял участие в этом конкурсе и смог убедить Готфрида Земпера, работавшего тогда в Цюрихе, приехать в Вену. Два здания музея должны были быть построены в стиле итальянского Возрождения. Эти планы встретили благосклонность императорской семьи. В апреле 1869 года Земпер имел аудиенцию у императора, и поручение было отдано устно; в июле 1870 года Земперу и Хазенауэру было вручено письменное поручение.
Архитектор Земпер не был австрийцем, он родился в Гамбурге. Работал в разных столицах Европы (Лондоне, Париже, Дрездене) и был известен как архитектор выставочных и театральных зданий. В Лондоне Земпер был привлечён к разработке экспозиций первой Всемирной выставки 1851 года. В Дрездене Земпер завершил формирование Цвингера, связав старый барочный ансамбль со зданием новой картинной галереи в стиле неоренессанса и нового театра (Опера Земпера, или Саксонская государственная опера Дрездена).
Земпер и Хазенауэр подошли к реализации идеи как к широкому градостроительному проекту. Был создан проект с несколькими величественными сооружениями, которые включали два музея, новый театр, манеж, монумент австрийской императрицы Марии Терезии (проект Карла фон Хазенауэра), и всё это в стиле неоренессанса с элементами необарокко. В реконструкции Хофбурга Земпер стал продолжателем стиля венского барокко. Архитектура должна была отражать мощь и величие империи. Поэтому Земпер предложил связать ось нового Хофбурга с древнеримской Виндобоной. Именно там был некогда дворец римского наместника в австрийских землях и именно там скончался римский император Марк Аврелий. Архитектор своим ансамблем подчёркивал символическую связь австрийских императоров с императорами Древнего Рима. Величественный ансамбль, спроектированный Земпером, не был воплощён в реальности полностью. Но Вена и император получили два крупнейших музейных здания.

### Здание музея

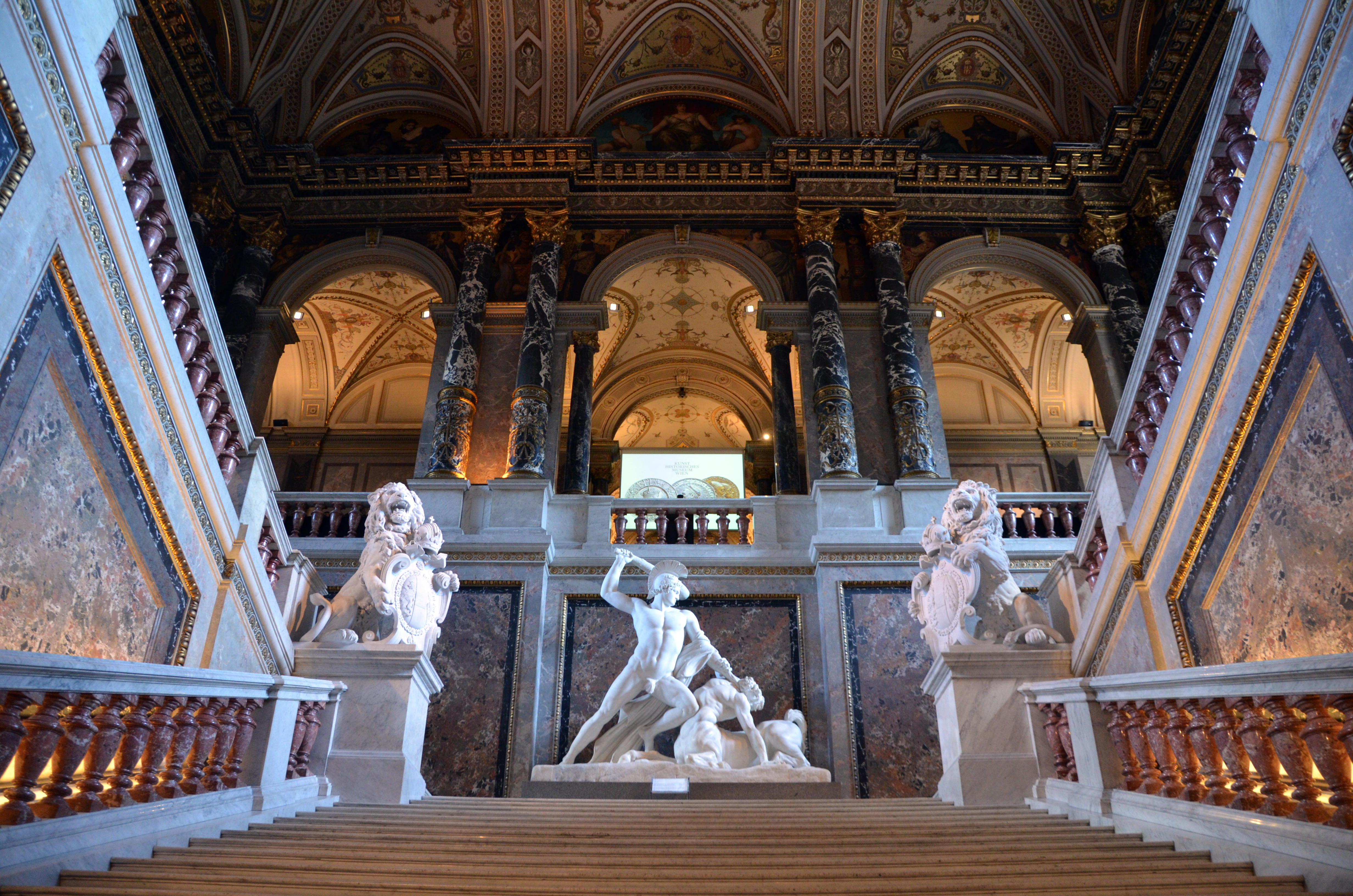
Парадная лестница
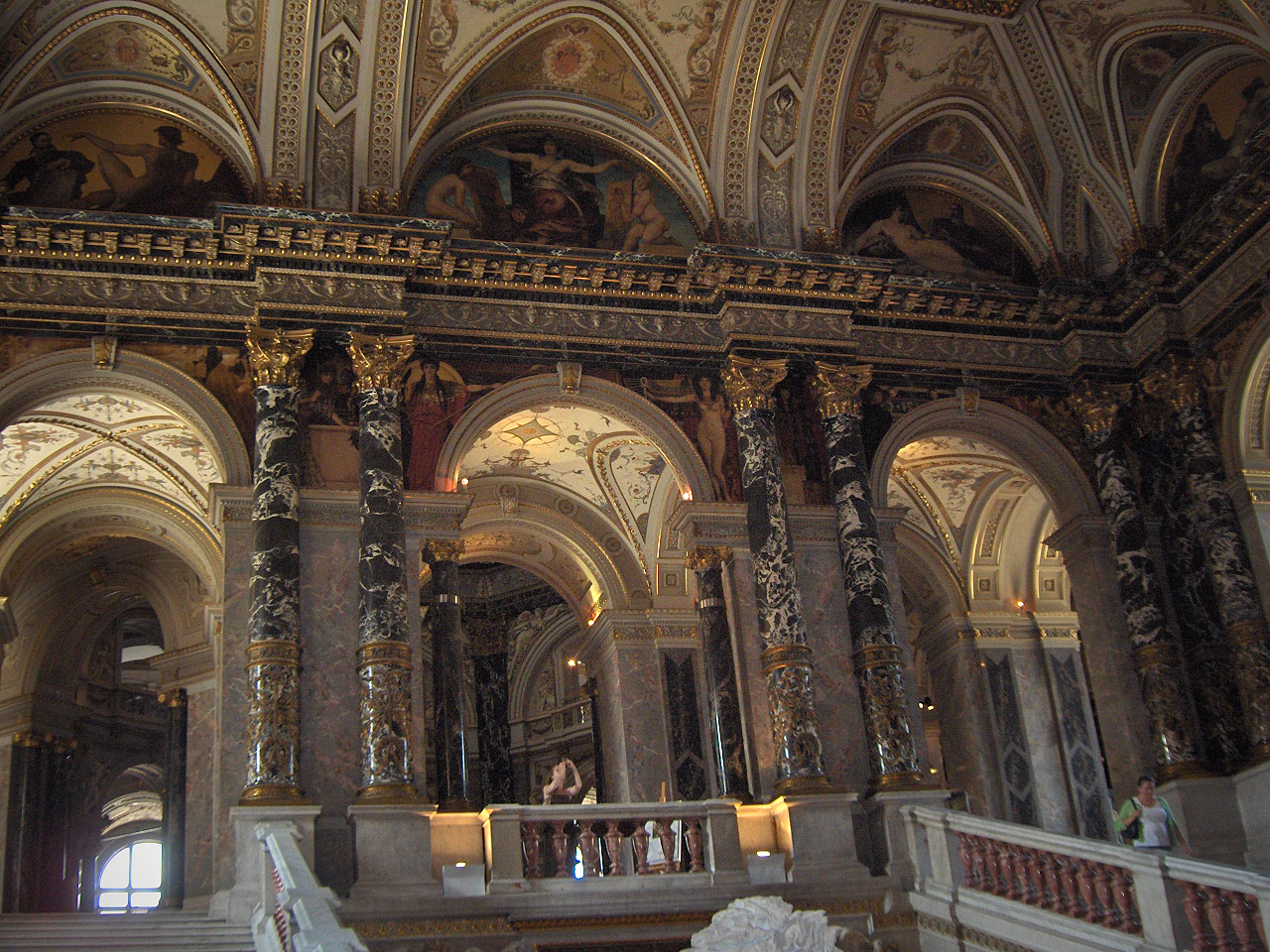
Верхняя площадка главной лестницы
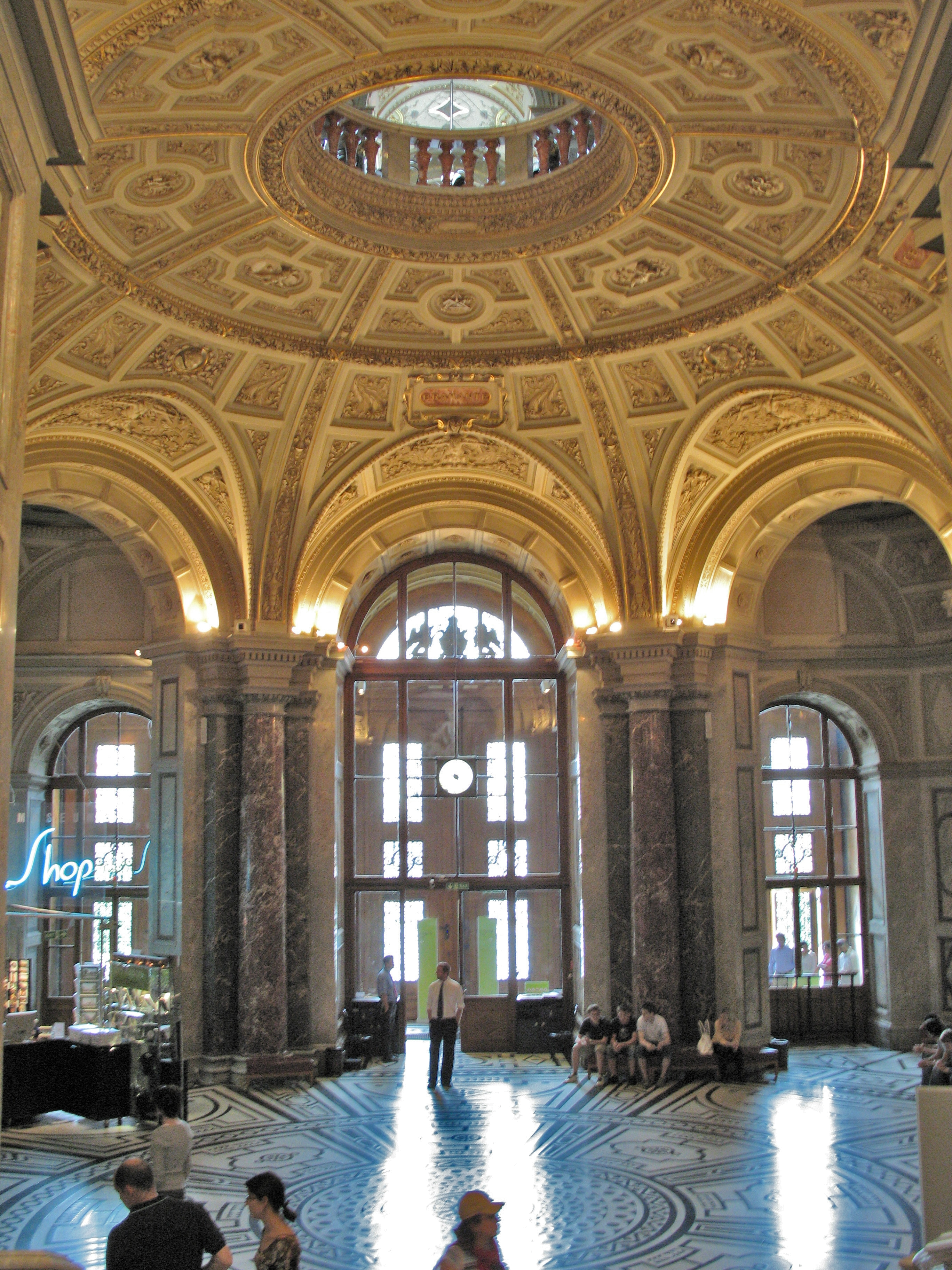
Нижний вестибюль
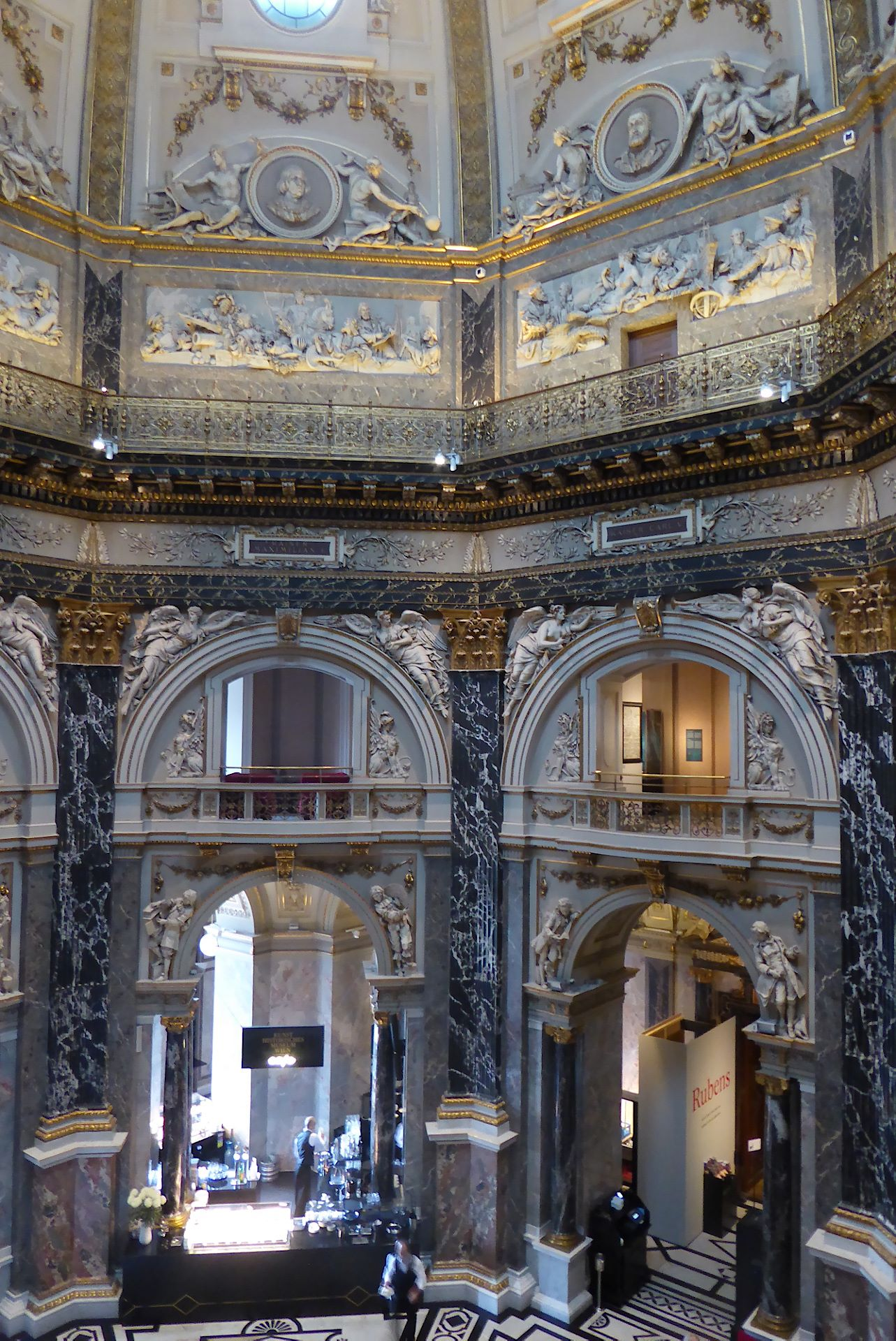
Верхняя ротонда
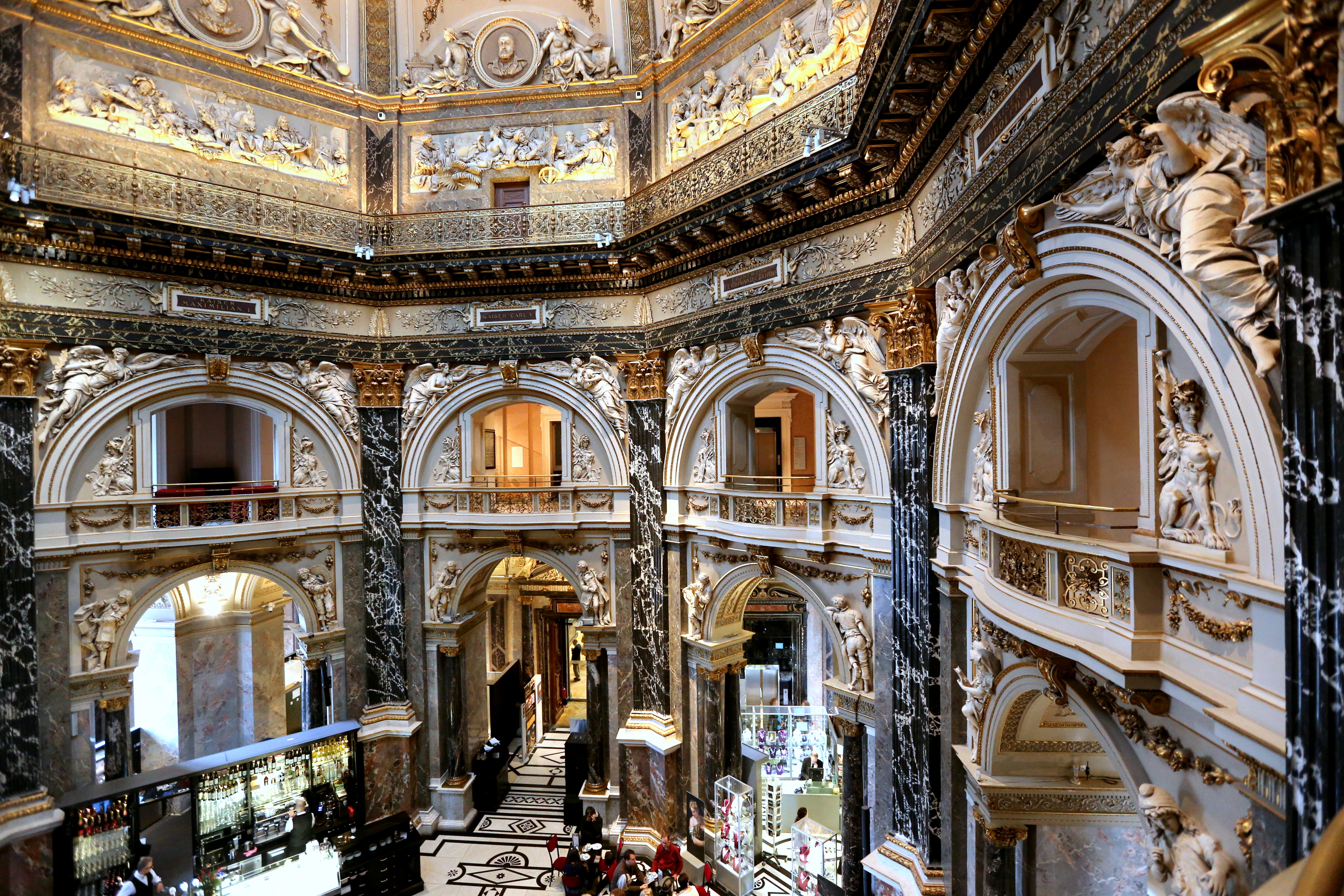
Вид главной ротонды
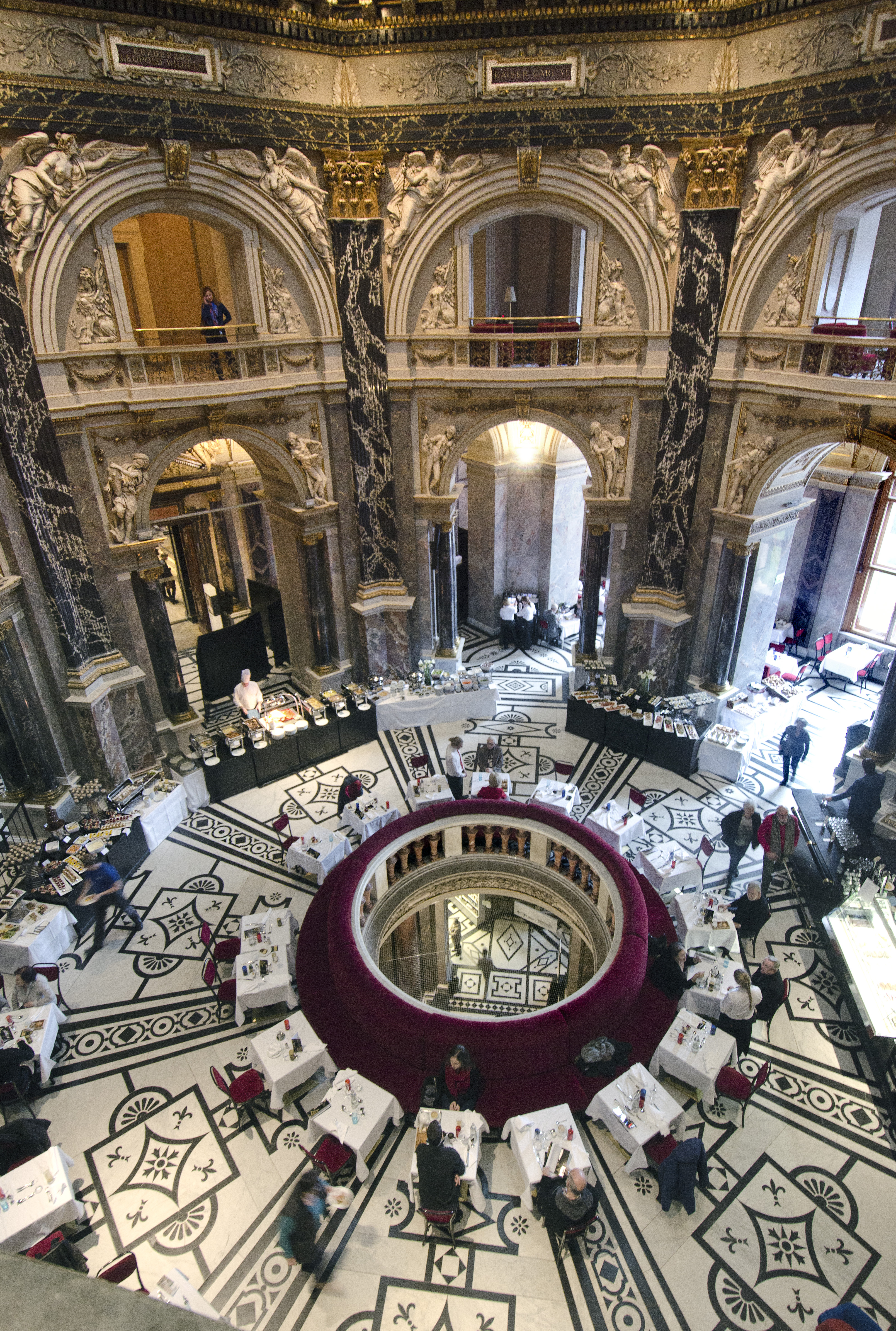
Вид с верхней галереи
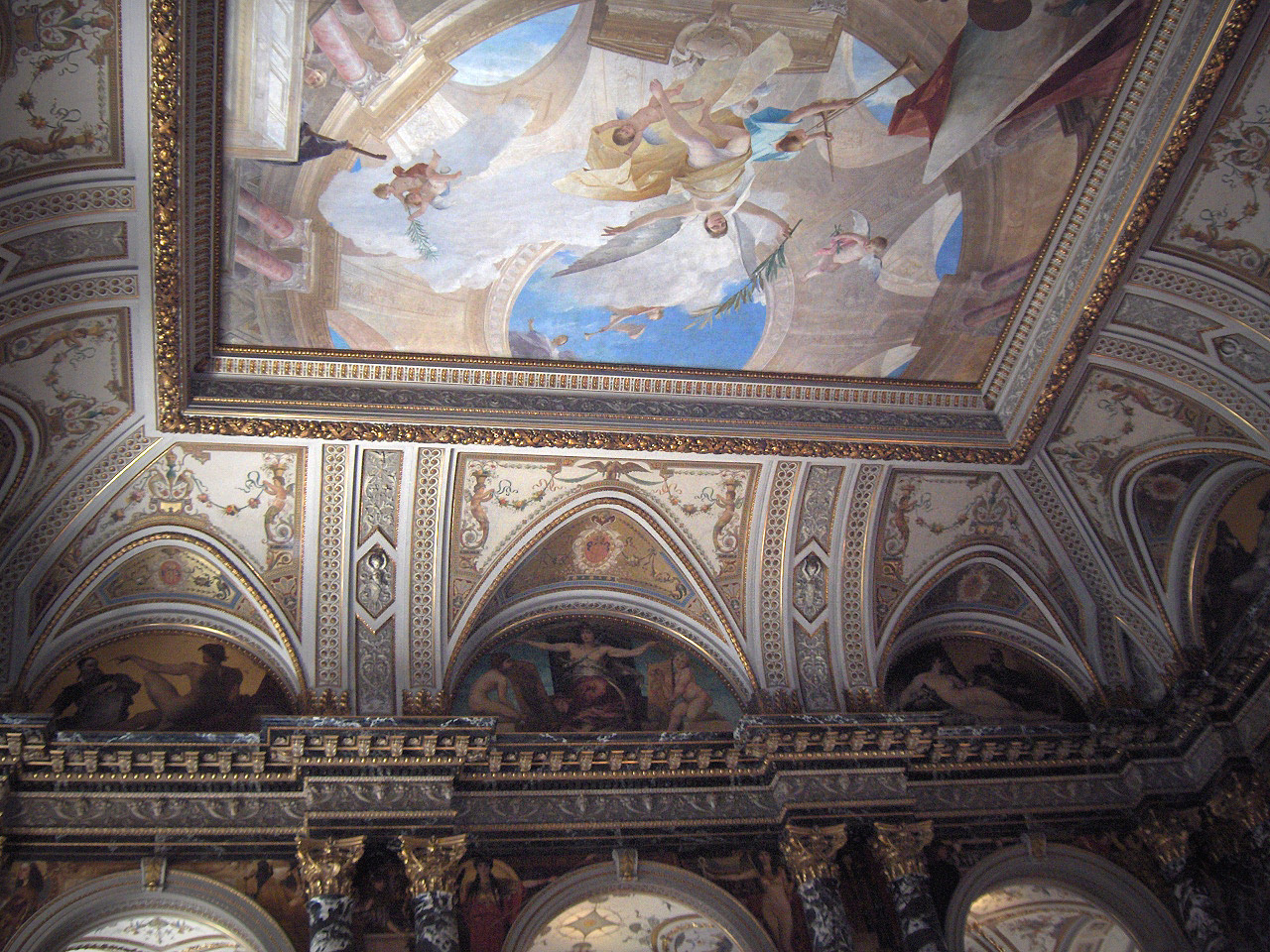
Падуги и плафон. Росписи Г. Макарта и Г. Климта. 1881-1891
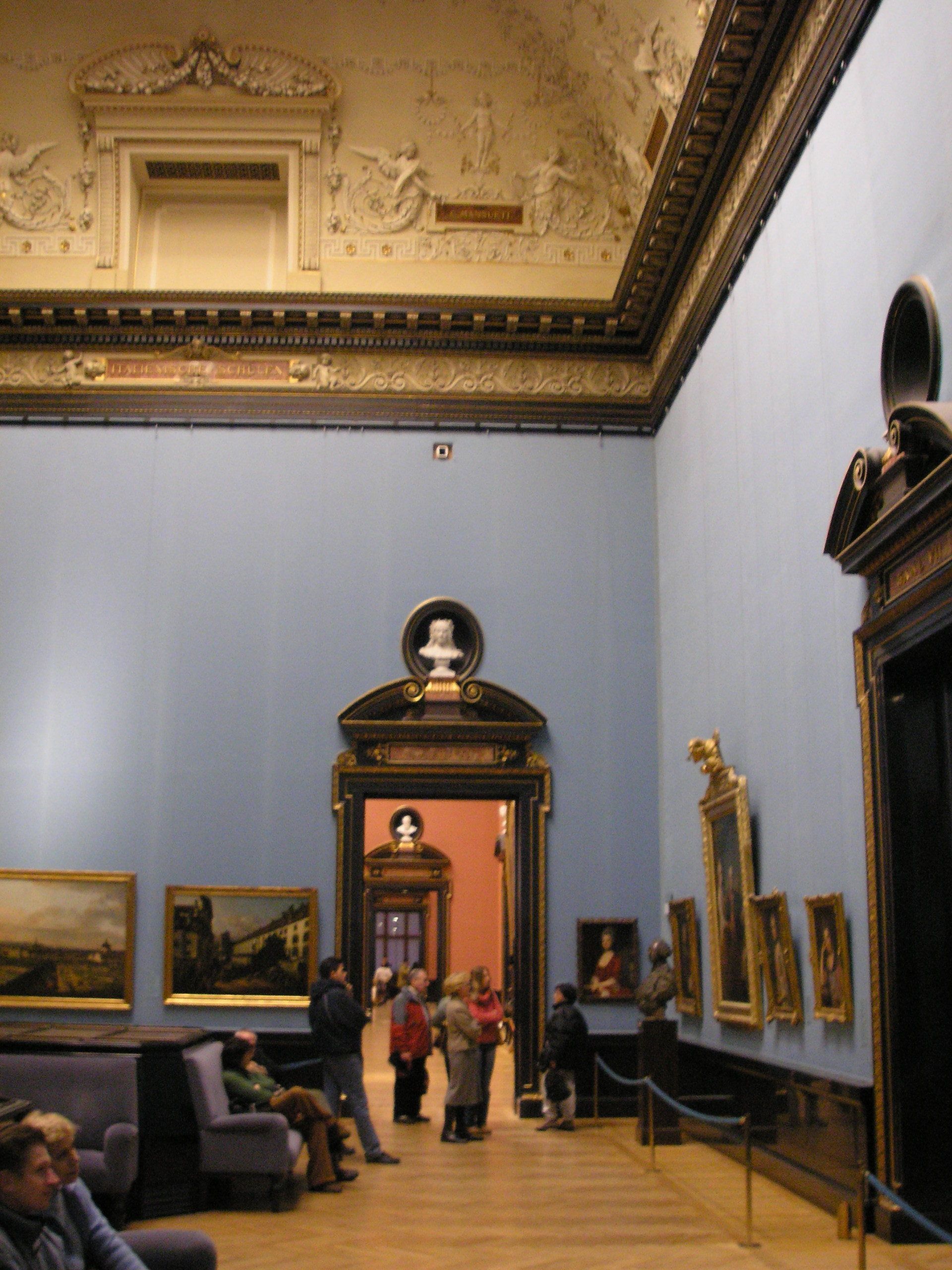
Один из музейных залов

### Картинная галерея эрцгерцога

Возведение Вавилонской башни, Питер Брейгель Старший

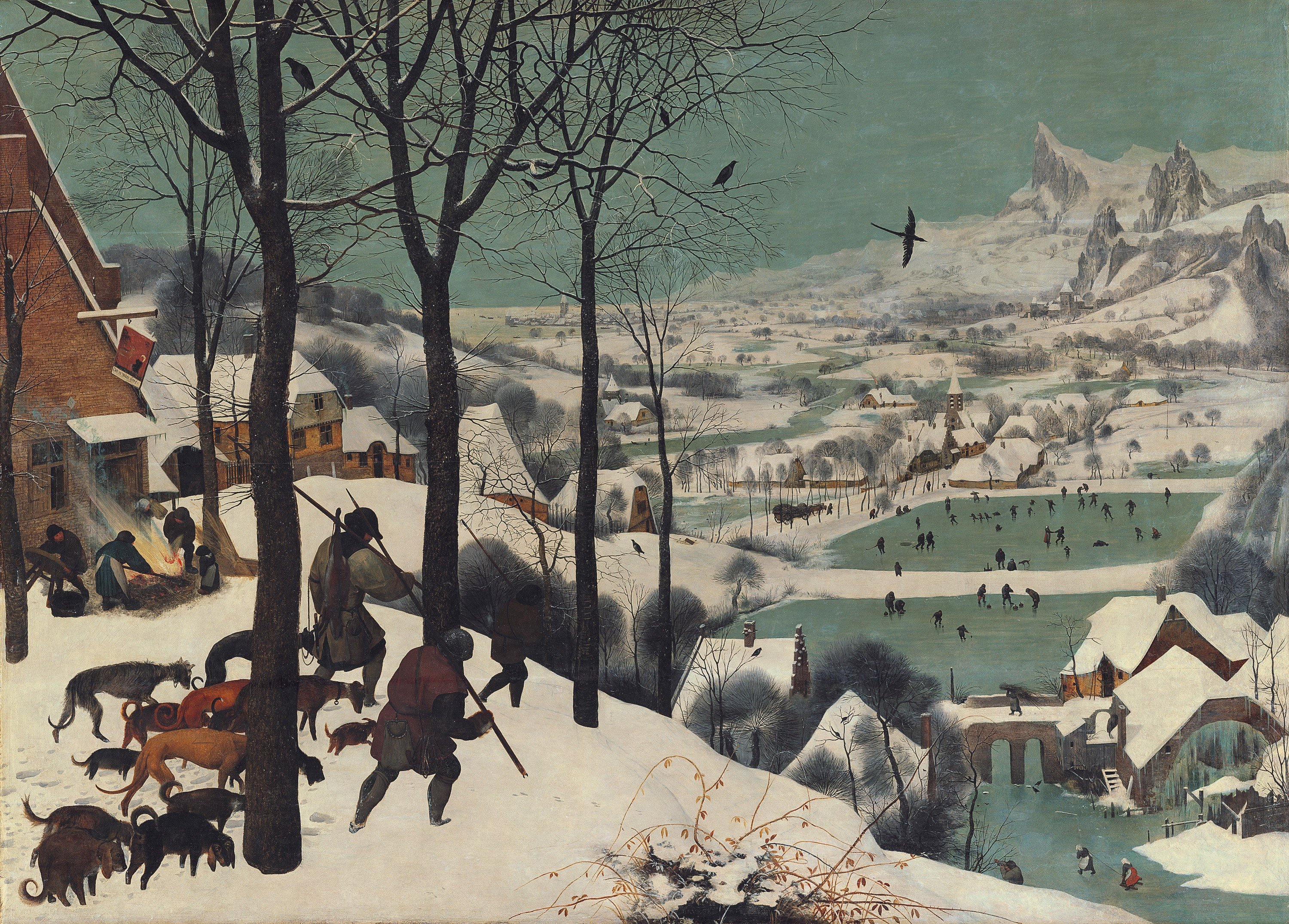
Охотники на снегу, Питер Брейгель Старший

Австрийские Габсбурги были связаны родственными связями с королевским двором Испании. В состав Испании в Европе входили Южные Нидерланды и Фландрия (совр. Бельгия). Отдалённой от Мадрида и Вены богатой провинцией руководили наместники. Одним из них был австрийский эрцгерцог Леопольд Вильгельм (1614—1662).
Пребывание во Фландрии тот использовал для приобретения художественных коллекций. Собиранию картин способствовал богатый художественный рынок Брюсселя. Сюда на продажу свозили произведения искусства как из провинций, так и из Италии или Англии. За короткий срок эрцгерцог создал значительную коллекцию произведений нидерландских, итальянских, фламандских, немецких мастеров, которую вывез в Вену. Это собрание на протяжении столетий пополнялось картинами из разных стран и городов. В Вену вывезли лучшую часть кабинета курьёзов (Kunst- und Wunderkammer) императора Рудольфа II, ненадолго перенёсшего столицу в Прагу.
После смерти принца Евгения Савойского его картинная галерея перешла в императорскую коллекцию.

### Искусство Франции в музее
Австрийская империя веками имела значительные трудности в отношениях с королями Франции, что значительно отразилось на художественных коллекциях. Художественно-исторический музей в Вене (по сравнению с Эрмитажем) имеет незначительные произведения во французском отделе, где собраны случайные или не лучшие образцы искусства Франции. Наличие нескольких произведений Жана Фуке и художников XVII века лишь подчеркивают значительные пробелы в художественных собраниях. Картины Франсуа Клуэ, Пуссена, портреты Гиацинта Риго и Дюплесси — производят впечатление случайно полученных вещей.
Ненамного лучше представлены художники Франции XIX века (Камиль Коро, Клод Моне), но не самыми выдающимися произведениями, которые давно разошлись по музейным коллекциям самой Франции, США, Великобритании, России.
Второй слабый раздел — искусство Англии. Но это типичная ситуация для европейских музеев, где вообще мало картин мастеров Британии. Только в Соединенных Штатах где есть капитальные произведения художников Англии разных периодов.

### Коллекция искусства Италии

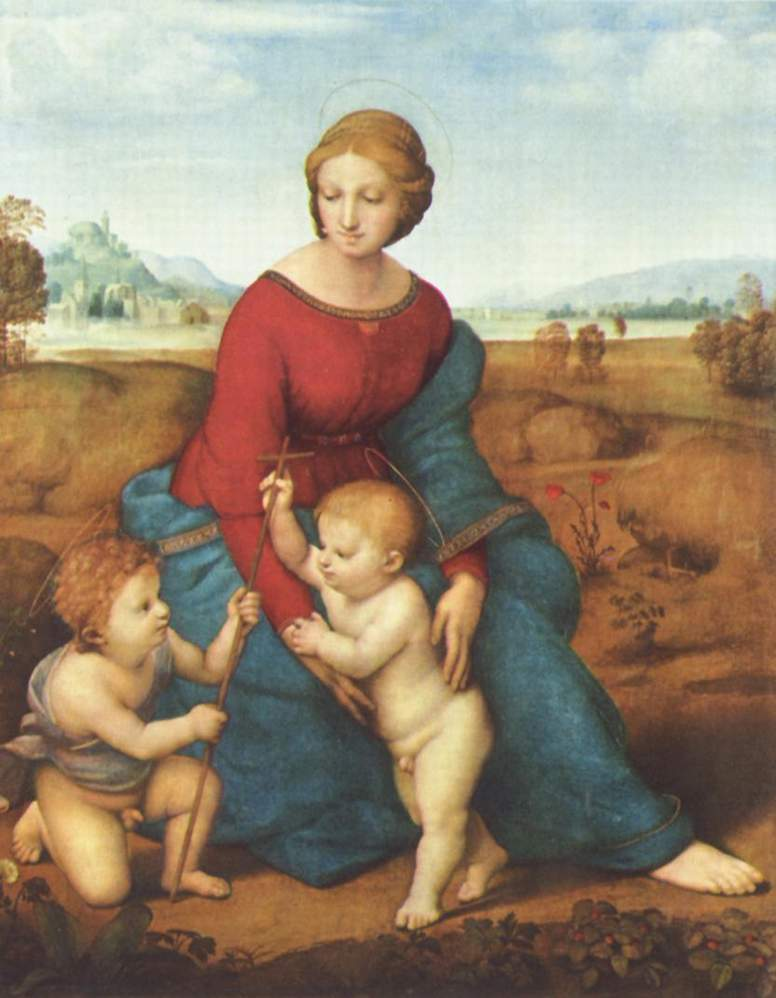
Рафаэль Санти. Мадонна в зелени

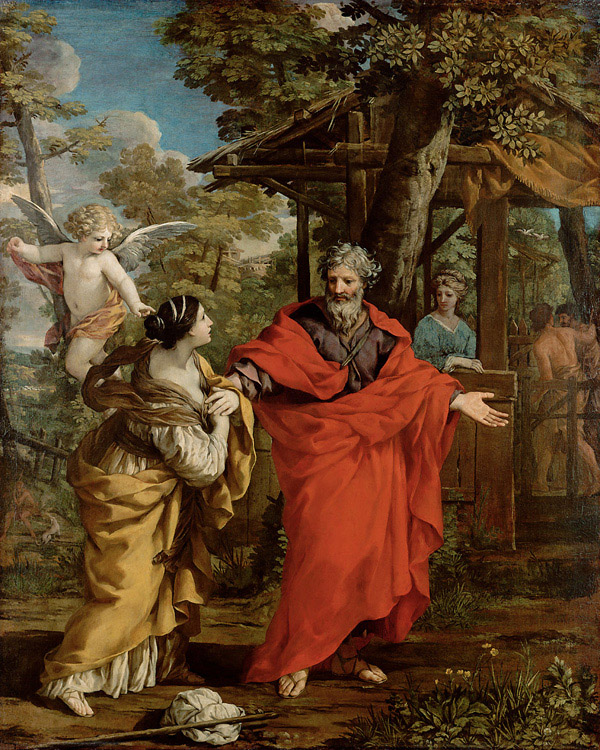
Возвращение Агари, Пьетро да Кортона

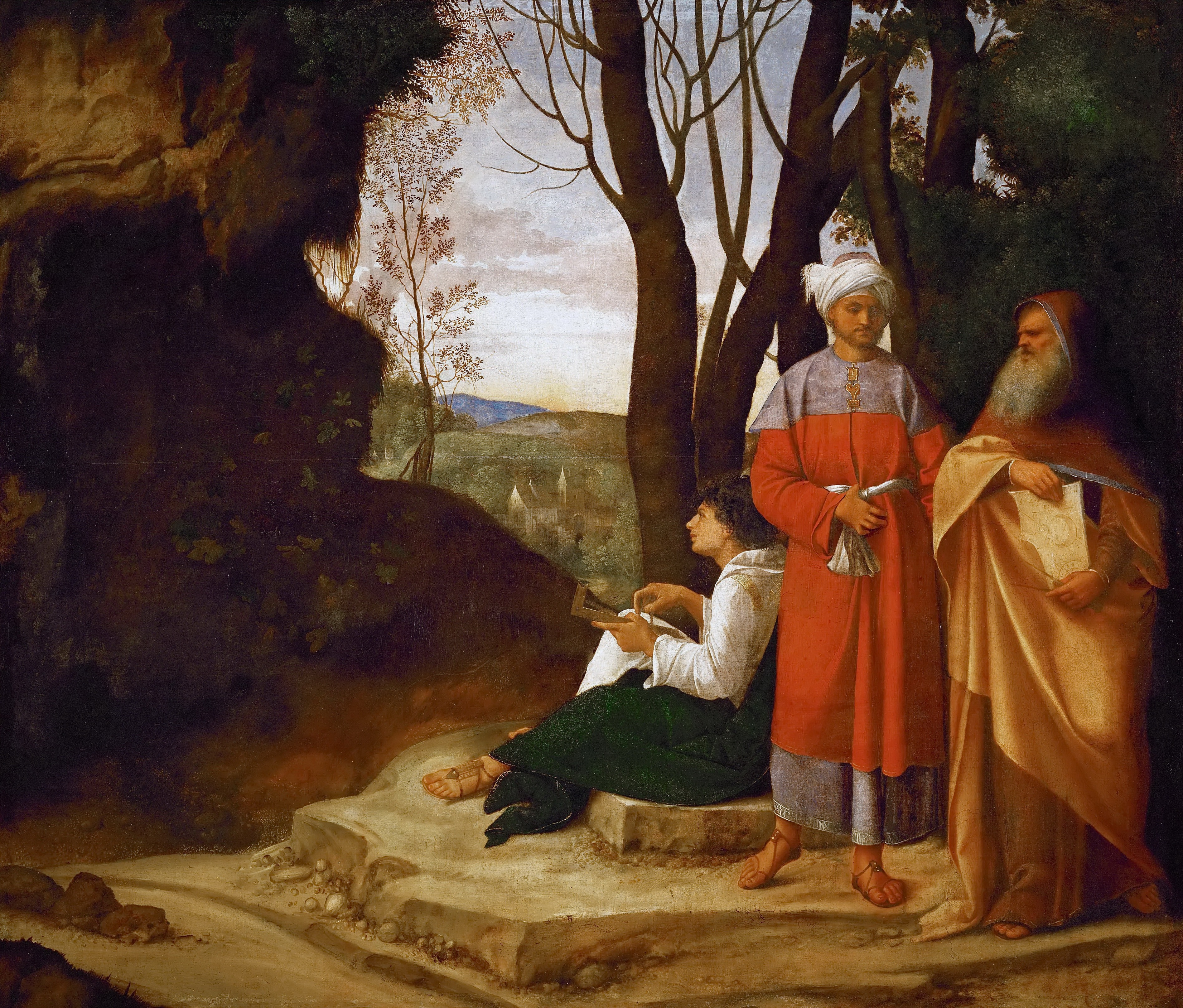
Три философа, Джорджоне

Северные земли современной Италии долгое время входили в состав Австрии. В Вену десятилетиями вывозили картины из Италии, а итальянские художники (архитекторы, садовники, композиторы, музыканты, актёры) работали в разных городах Австрийской империи. В Вене накопились такие значительные художественные коллекции из Италии, что был период обмена между странами с целью возвращения в Италию хотя бы части национального культурного достояния. Именно в Вене хранятся ювелирные изделия Бенвенуто Челлини, которых не сохранили ни в Италии, ни во Франции.
Особенность собрания Художественно-исторического музея — лучшие произведения почти всех художественных стилей Италии — раннее и Высокое Возрождение, маньеризм, барокко, караваджизм, мастера ведуты XVIII века и др. Мастера Италии до сих пор представлены капитальными произведениями в сборнике Художественно-исторического музея, среди которых:
- Мантенья
- Перуджино
- Рафаэль Санти
- Джорджоне
- Тициан
- Джузеппе Арчимбольдо
- Джованни Беллини
- Лоренцо Лотто
- Тинторетто
- Паоло Веронезе
- Моретто да Брешиа
- Морони
- Караваджо
- Гверчино
- Джузеппе Мариа Креспи
- Лука Джордано
- Бернардо Строцци
- Пьетро да Кортона
- Доменико Фетти
- Бернардо Беллотто.

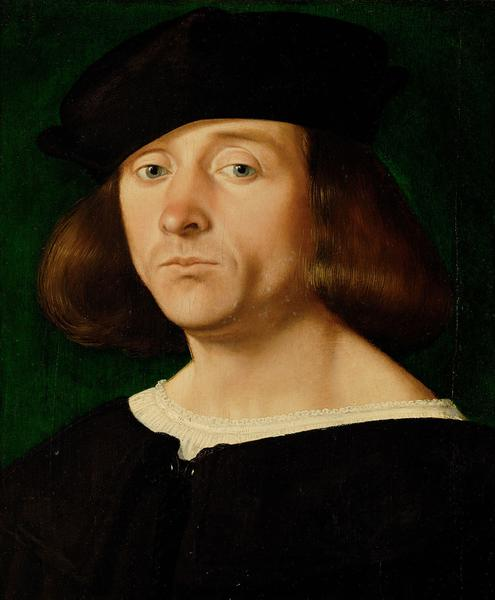
Худ. Андреа Превитали, портрет неизвестного, ок. 1510
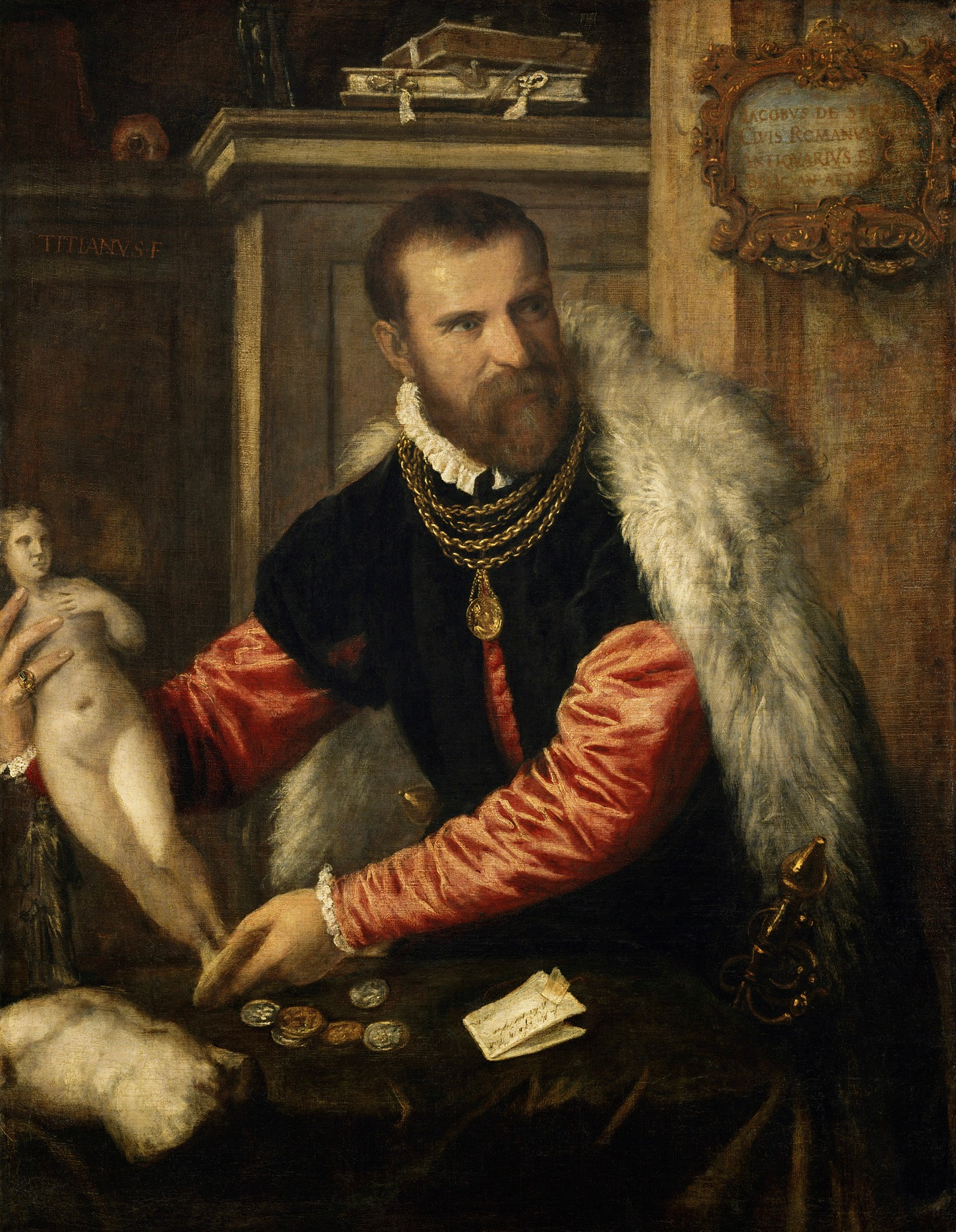
Худ. Тициан, Якопо де Страда

### Живопись эпохи маньеризма
Маньеризм был переходным этапом между искусством Возрождения и барокко и некоторое время сосуществовал с обоими стилистическими направлениями, хотя с барокко — значительно дольше. Искусствоведы связывают появление маньеризма с разочарованием в идеях возрождения и главным идейным кризисом XVI века. Венский королевский двор радостно приветствовал представителей нового творческого течения, откуда бы они ни были. Австрийский двор быстро стал одним из самых мощных центров маньеризма в Западной Европе. А наличие мастеров маньеризма в разных углах Австрийской «лоскутной империи» обогатило художественную коллекцию произведениями маньеристов Нидерландов, Италии, Франции, отношения с которой не были тесными. В конце XVI в. во время короткого переноса столицы из Вены в Прагу, столичный город стал известным центром маньеризма, где работали:
- Джузеппе Арчимбольдо
- Адриан де Врис
- Ханс фон Аахен
- Бартоломеус Спрангер.

Позже их произведения перевезли в Вену, создав значительную коллекцию соответствующего художественного стиля.

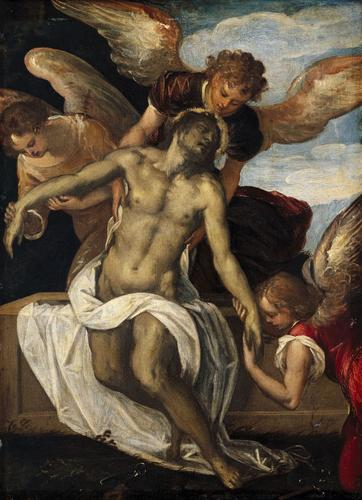
Пальма Младший. Пьета
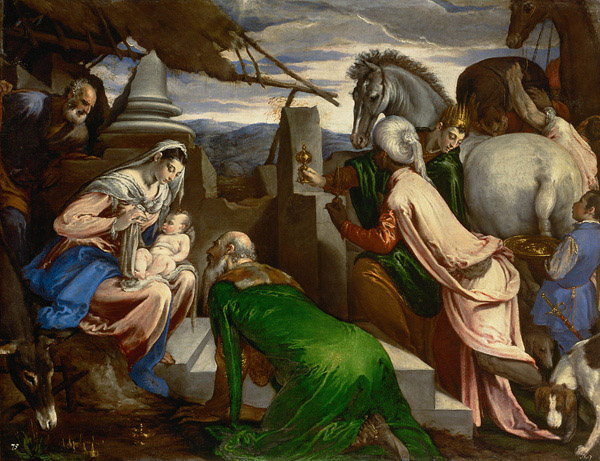
Якопо да Понте, Поклонение волхвов
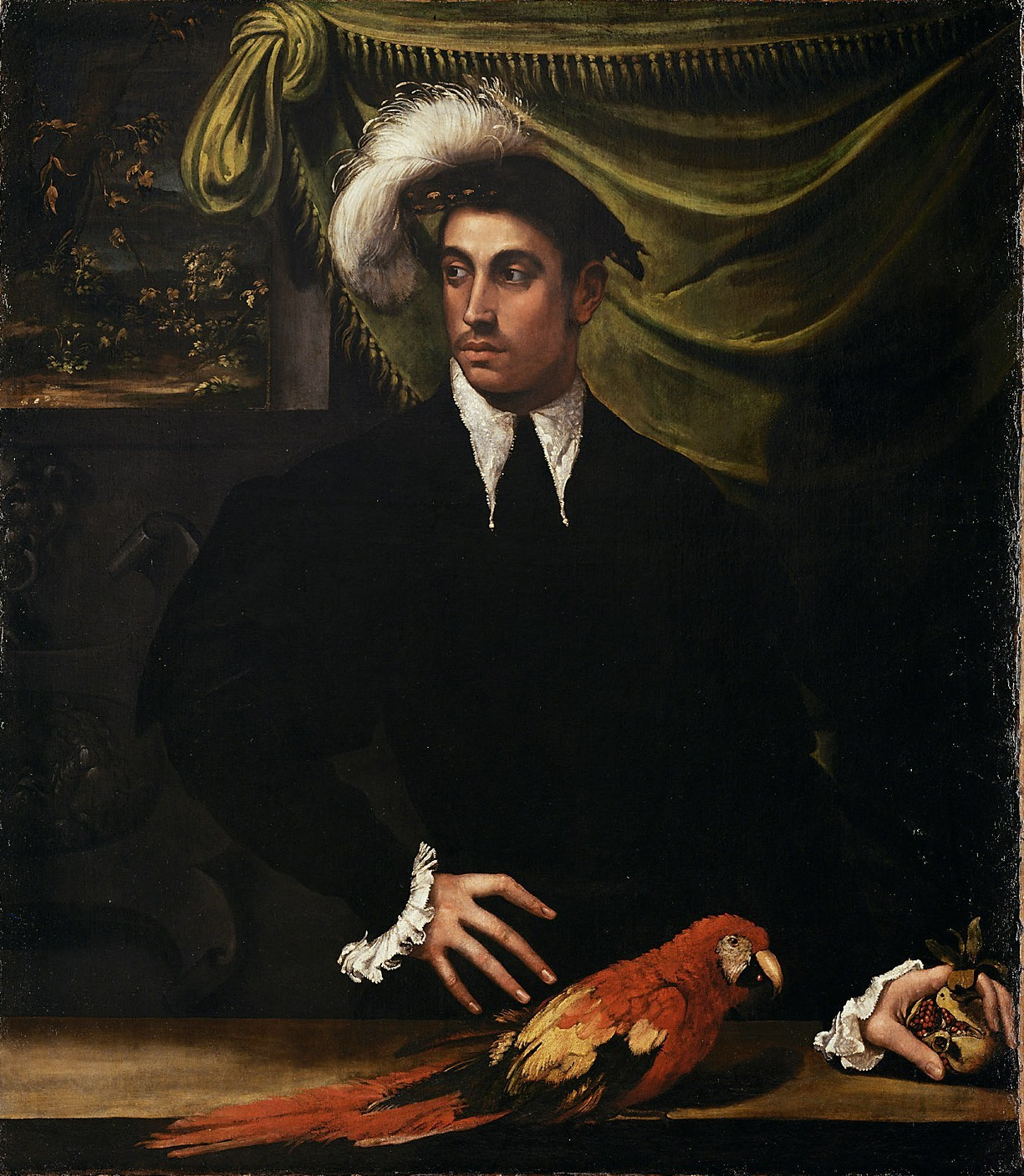
Николо дель Аббате, Молодой человек с попугаем
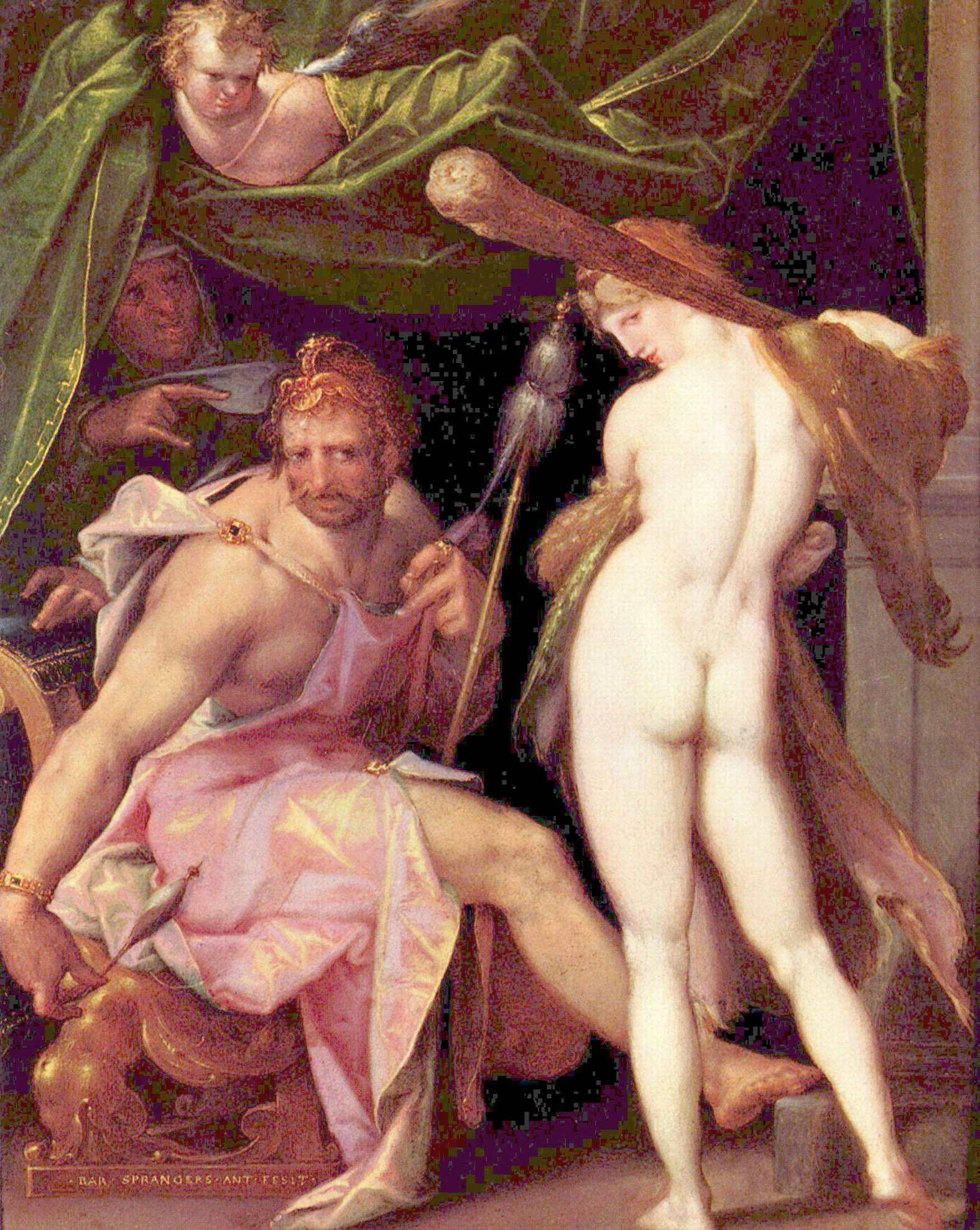
Бартоломеус Спрангер, Геракл в плену у Омфалы

#### Картины Арчимбольдо

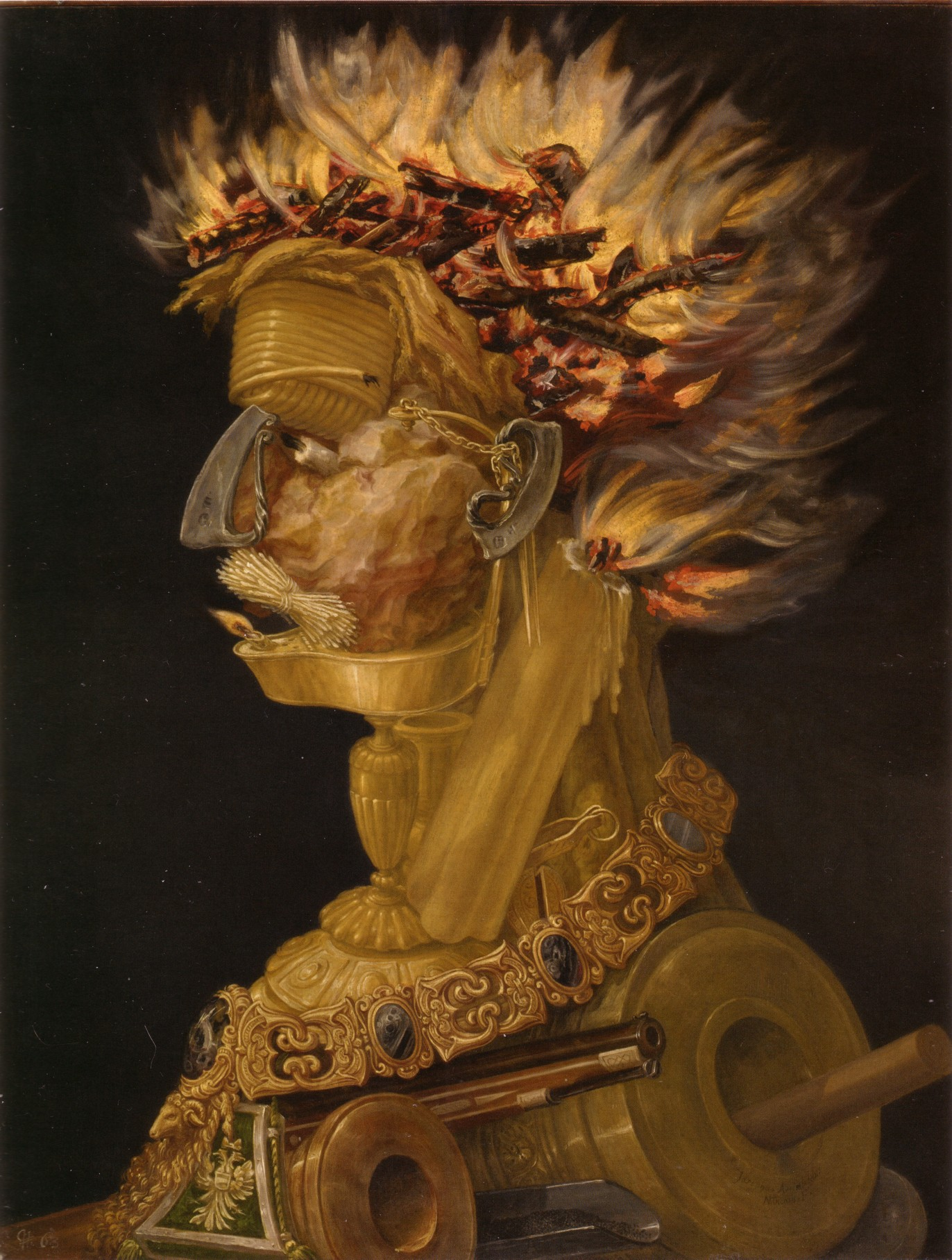
Огонь, серия «Стихии»
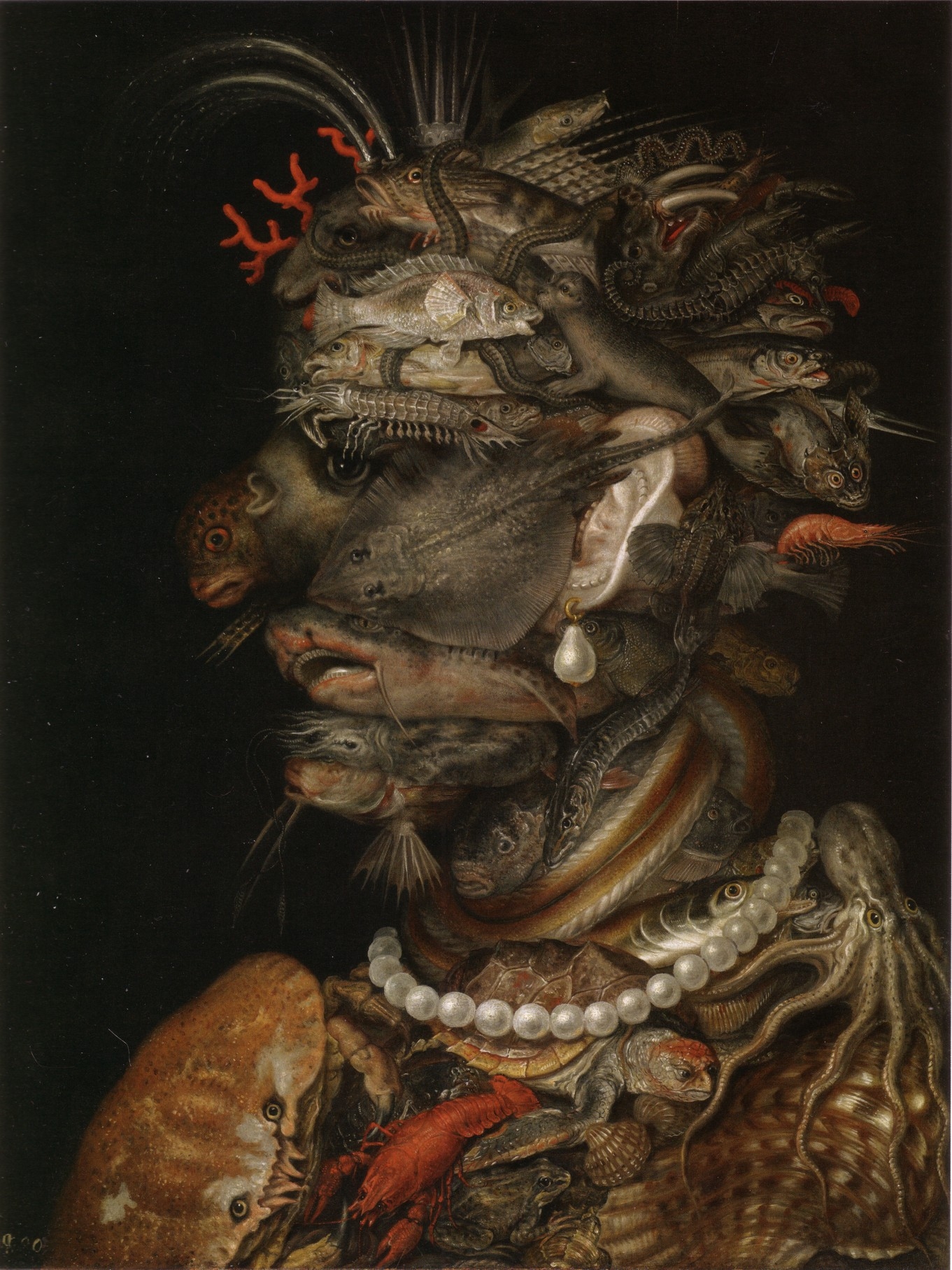
Вода, серия «Стихии»
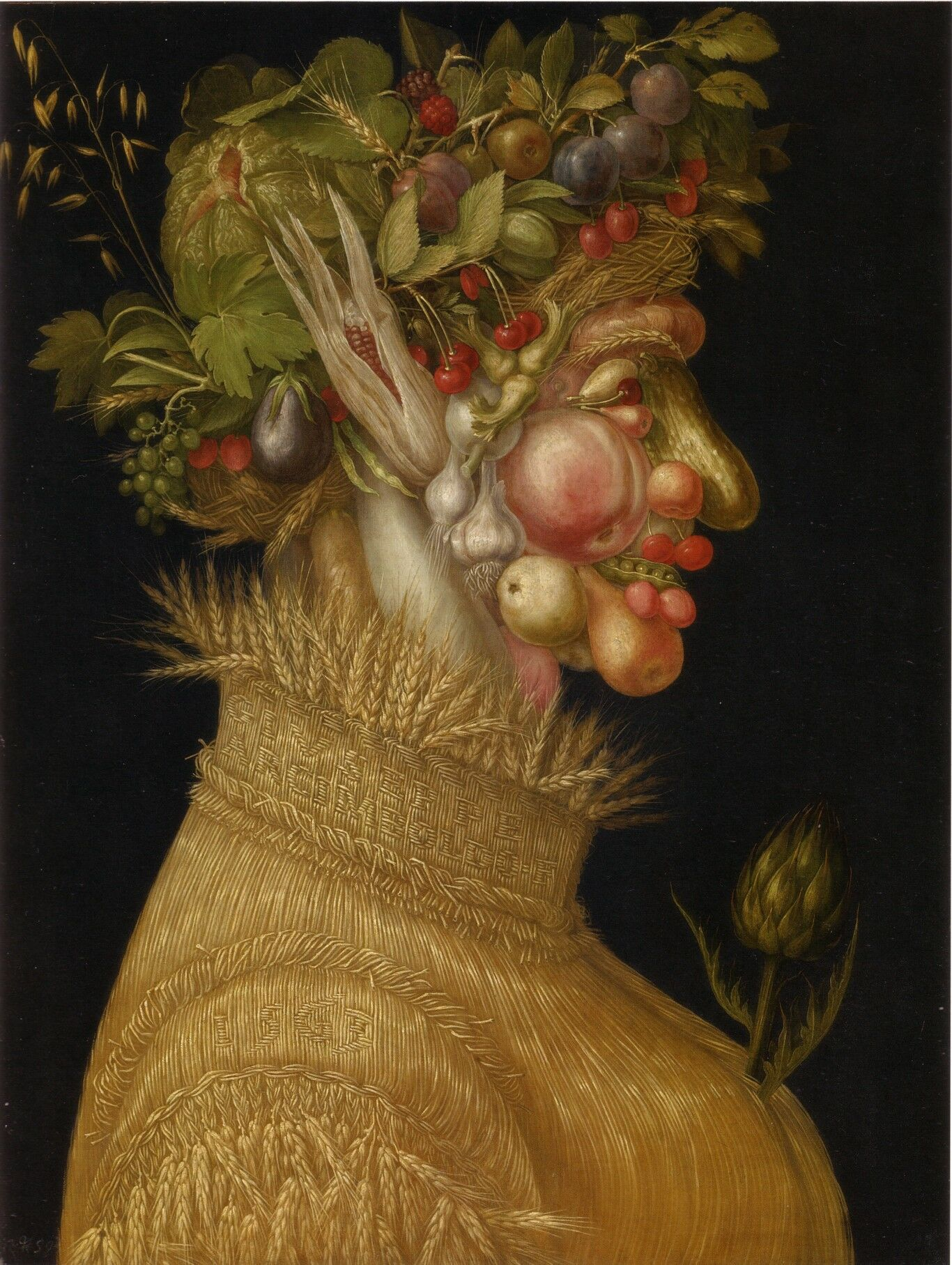
Лето, серия «Времена года»
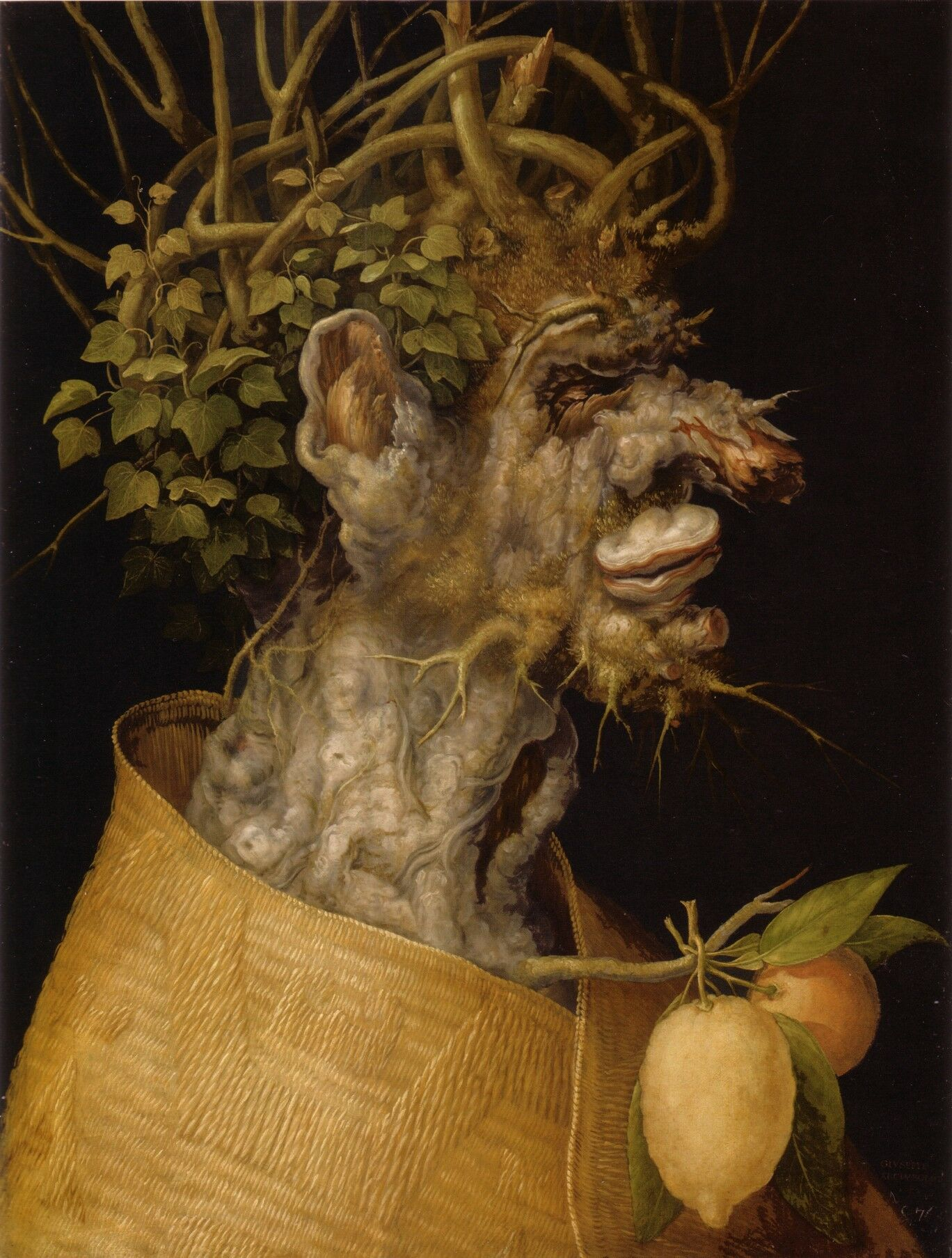
Зима, серия «Времена года»

### Нидерланды, Фландрия

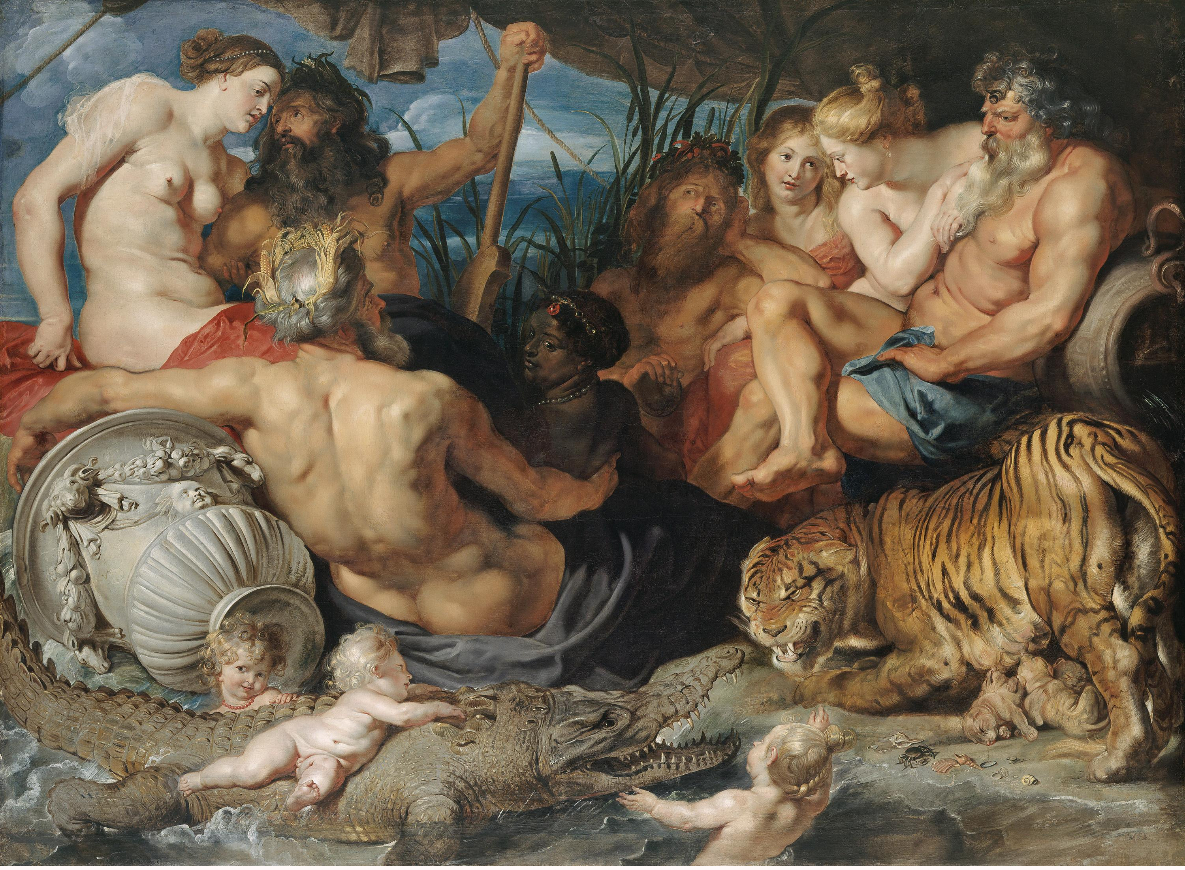
Рубенс, «Четыре великие реки древности»

Уникальной является и коллекция старых мастеров Нидерландов, имеющая мировое значение. В коллекции почти без пробелов представлены произведения всех значительных голландских и фламандских художников XV—XVI веков, среди них:
- Ян ван Эйк
- Рогир ван дер Вейден
- Гертген тот Синт Янс
- Иероним Босх
- Мабюз
- Ян ван Скорель
- Питер Брейгель Старший
- Антонис Мор
- Якоб ван Ост старший

Искусство Фландрии представляют полотна Рубенса, Антониса ван Дейка, Франса Снейдерса и их современников. Среди мастеров Нидерландов XVII века — несколько картин Рембрандта.
Музей гордится наиболее полным в мире собранием работ Брейгеля Старшего — примерно трети из всех известных ныне полотен художника.

### Современное положение
Австрия давно утратила статус великой державы, но удержала статус великой страны европейской культуры. Несколько городов современной Австрии признавались так называемыми Культурными столицами Европы на один год (Грац, Линц).
В 1956 году из музейного собрания выделили в самостоятельный раздел искусство мастеров Австрии (Австрийская галерея) и произведения эпохи готики и австрийского Средневековья (Музей австрийской готики). Последний разместили рядом с музеем барокко во дворце «Нижний Бельведер».